# Гомология (биология)

Гомологичные кости верхней конечности некоторых четвероногих

Гомологичными (от др.-греч. ὅμοιος — «подобный, похожий» + λογος — «слово, закон») в биологии называются части сравниваемых организмов, имеющие общее происхождение (соответствующие друг другу вследствие родства этих организмов). Гомология противопоставляется аналогии, при которой органы не имеют общего происхождения, но имеют сходство. Так, крыло птицы гомологично руке человека и аналогично крылу насекомого.
Понятие гомологии возникло в сравнительной анатомии, но сейчас применяется и к последовательностям нуклеотидов в геноме, и даже к поведенческим признакам. Кроме того, термин «гомология» используется в родственном, но несколько ином значении в работах Н. И. Вавилова и более поздних авторов о законе гомологических рядов в наследственной изменчивости.

## Гомология в сравнительной анатомии

### История понятия

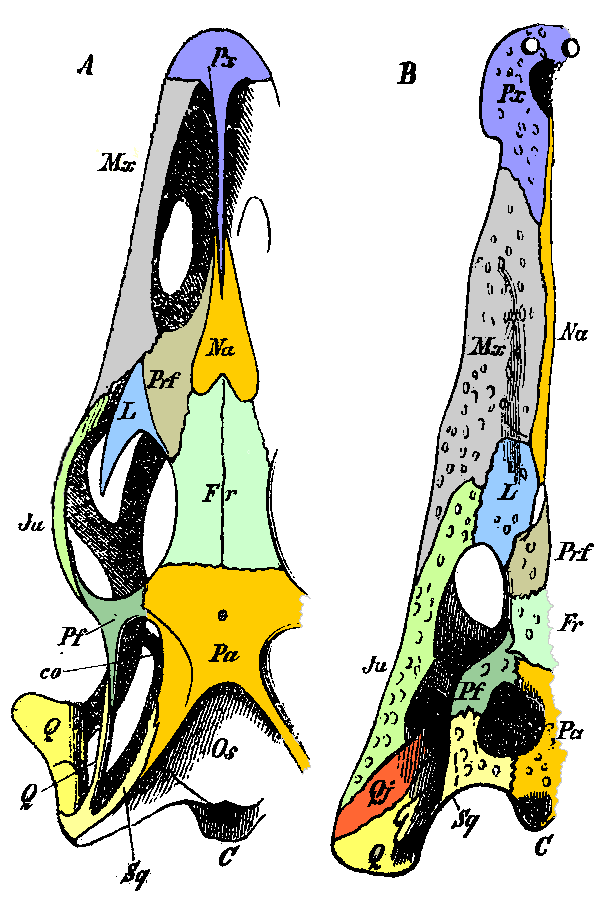
Схема строения черепов варана (A) и крокодила (B). Гомологичные кости обозначены одинаковым цветом. С изменениями из: Gegenbaur, Carl. Grundzüge der vergleichenden Anatomie. 2. umgearb. Auflage. Mit 319 Holzschnitten. Leipzig, Verl. von Wilhelm Engelmann, 1870. 892 pp. fig. 202. p. 651. A. Varanus. B. Crocodilus. Os — Occipitale superius. C — Condylus occipitalis. Pa — Parietale. Pf — Postrforntale. Fr — Frontale. Pfr — Praefrontale. L — Lacrymale. N — Nasale. Sq — Squamosum. Qj — Quadratojugale. Ju — Jugale. Q — Quadratum. Mx — Maxillare. Px — Praemaxillare. co — Columella.

Понятие гомологии в биологии было введено Ричардом Оуэном в 1840-е гг., не ставившим задачи решения филогенетических проблем. Он предложил различить аналогичные:
«…a part or organ in one animal that has the same function as another part or organ in a different animal…» 
[часть или орган животного, который имеет ту же самую функцию, что и другая часть или орган у иного животного]
и гомологичные структуры:
«the same organ in different animals under every variety of form and function…» 
[тот же самый орган у различных животных при всех вариациях формы и функции]
С понятием гомологии Оуэн связывал понятие архетипа или плана строения. Путём сопоставления скелетов Оуэн реконструировал архетип позвоночного и архетипы каждого из признанных на тот момент классов позвоночных животных (рыб, рептилий, птиц и млекопитающих). Скелеты конкретных позвоночных он рассматривал как реальные воплощения этих архетипов. По его примеру Томас Хаксли реконструировал архетип (план строения) моллюсков. Поиск планов строения для разных групп животных и растений стал одной из важнейших задач сравнительной анатомии второй половины XIX века.
Со становлением эволюционного учения, начиная с работ Чарльза Дарвина, понятия гомологии и архетипа были переинтерпретированы. Гомологичные органы стали считать органами, унаследованными от общего предка, а архетип стали рассматривать как гипотетического общего предка группы, для которой он реконструирован.
Следует отметить, что ещё до работ Оуэна предпринимались попытки формализовать процедуру сравнения живых существ и выработать общие принципы сравнительной анатомии. Так, Этьен Жоффруа Сент-Илер в своей работе «Анатомическая философия» развивал теорию аналогов и сформулировал закон коннексий. Отталкиваясь от учения Аристотеля об аналогиях, он пытался придать понятию аналога большую строгость, найти критерии и параметры сравнения, предложив называть так органы, которые занимают сходное положение относительно других органов у сравниваемых организмов. На основе этой теории он, по сути, одним из первых приступил к установлению гомологий. В своих построениях Э. Жоффруа Сент-Илер нередко увлекался (например, он утверждал, что в основе организации членистоногих и позвоночных лежит общий план строения, только у членистоногих внутренности находятся внутри, а не снаружи от позвоночника). Его ученики также развивали идеи о единстве плана строения всех животных, в том числе, моллюсков и позвоночных, что послужило одним из поводов к знаменитой дискуссии между Э. Жоффруа Сент-Илером и Жоржем Кювье (1830).

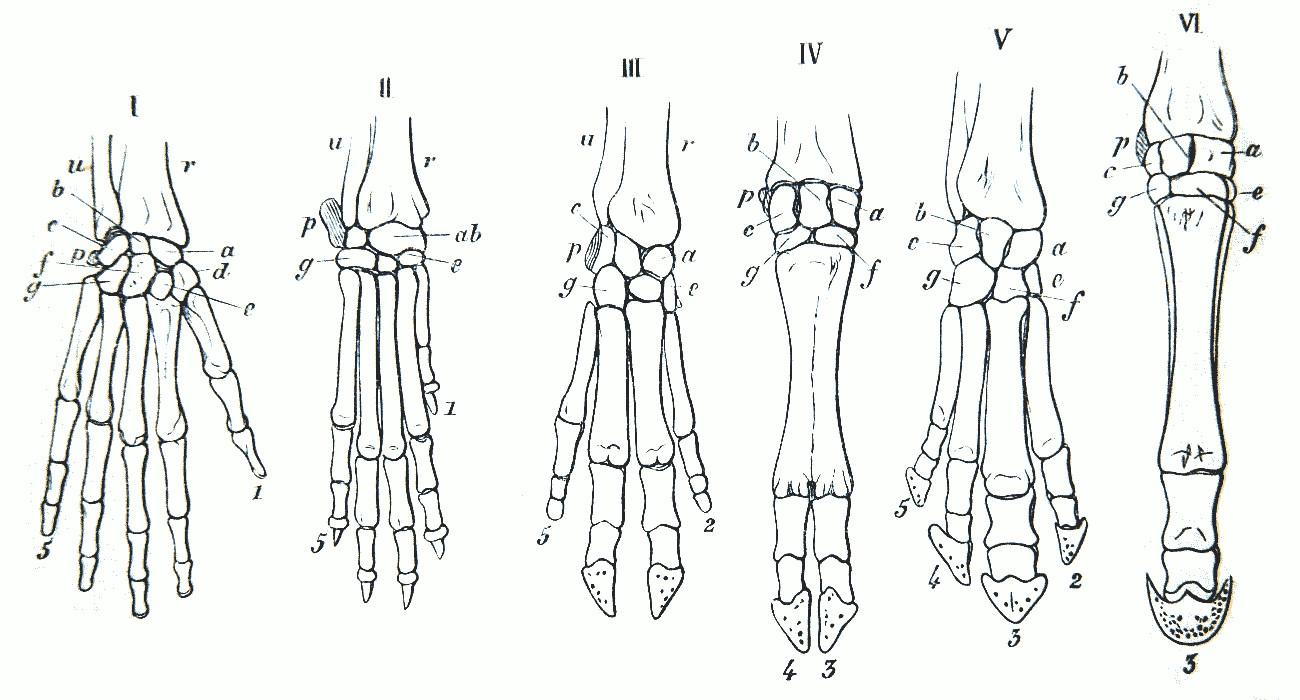
Схема строения скелета кисти с указанием гомологичных костей. Из: Gegenbaur, Carl Grundzüge der vergleichenden Anatomie. 2. umgearb. Auflage. Mit 319 Holzschnitten. Leipzig, Verl. von Wilhelm Engelmann, 1870. 892 pp. fig. 223. p. 692. I Человек. II Собака. III Свинья. IV Корова. V Тапир. VI Лошадь. r — Radius. u — Ulna. a — Scaphoid. b — Lunare. c — Triquetrum. d — Trapezium. e — Trapezoid. f — Capitatum. g — Hamatum. p — Pisiforme.

К предшественникам Оуэна можно отнести и Иоганна Вольфганга Гёте — не только поэта, но и естествоиспытателя, а также ряд анатомов конца XVIII — начала XIX века, занимавшихся сходными проблемами. В частности, Гёте, благодаря сравнительным исследованиям черепа позвоночных, обнаружил в черепе человека части, соответствующие межчелюстной кости (до этого её отсутствие считалось важным отличием человека от животных).
Другой важной темой в ранних исследованиях в области установления гомологий у позвоночных (от Гёте и Жоффруа Сент-Илера до Оуэна) стала позвоночная теория черепа, согласно которой череп позвоночных представляет собой продукт слияния нескольких позвонков. Несмотря на то, что эта теория позднее была окончательно отброшена (это произошло в конце XIX века), она имела значительную эвристическую ценность. Например, современные представления о том, что голова насекомых состоит из нескольких сросшихся между собой сегментов, берут своё начало от работ начала XIX века, выполненных учениками Жоффруа Сент-Илера, которые пытались распространить позвоночную теорию черепа за пределы позвоночных.

### Критерии гомологии по Ремане
В середине XX века немецкий зоолог и сравнительный анатом Адольф Ремане сформулировал три критерия гомологии, которые считаются классическими.
- Критерий положения. Гомологичными считаются части, занимающие сходное положение относительно других частей тела. Например, при всех различиях формы черепов кита и человека кости, составляющие их, расположены друг относительно друга сходным образом.
- Критерий специального качества. Гомологичными могут считаться только те структуры, которые сходны между собой по тонкому строению (например, жировая ткань, возникающая на месте удаленного глаза, не гомологична глазу, хотя и занимает его место, соответствуя первому критерию).
- Критерий переходных форм. Если две формы не сходны друг с другом, но связаны непрерывным рядом «переходных форм», то их можно считать гомологичными.

### Другие критерии гомологии
Разными авторами предлагались и другие критерии гомологии, в том числе
- Критерий состава. Гомологичными считаются органы, состоящие из сходных и сходным образом расположенных относительно друг друга частей (пример — расположение костей в конечности позвоночных). Этот критерий в сущности совпадает со вторым критерием Ремане.
- Критерий развития. Гомологичными считаются органы, сходным образом развивающиеся из одинаковых эмбриональных зачатков.
- Генетический критерий. Гомологичными считаются структуры, в основе развития которых лежит одна и та же генетическая программа (система взаимодействующих генов), унаследованная от общих предков.

### Родственные и производные понятия
- Гомотипия. Гомотипными называют качественно однородные части, повторяющиеся в пределах одного организма или выявляемые у разных организмов. Гомотипные органы правой и левой сторон билатеральносимметричных организмов или же одинаковые органы разных лучей симметрии у радиально симметричных организмов называются антимерами. Понятие «цикломеры» является устаревшим, но ещё используется для характеристики радиальносимметричных организмов.
- Сериальная (итеративная) гомология или гомодинамия. Сериальными гомологами называют органы, закономерно повторяющиеся вдоль продольной оси тела (например, конечности членистоногих или позвонки и рёбра позвоночных). Такие органы принято называть метамерами.
- Гомономия. Гомономными называют гомологичные парамерные образования, то есть одноименные части одинаковых органов. Например, членики конечностей различных членистоногих или пальцы пятипалой конечности.
- Полная и неполная гомология. Различение полной и неполной гомологии было введено Карлом Гегенбауром для разграничения случаев полного и неполного соответствия системы связей между сравниваемыми органами и их окружением.
- Гомофилия (гомогения), по В. Н. Беклемишеву — сходство, унаследованное от общих предков («истинная» гомология в понимании большинства авторов)
- Гомоплазия, по В. Н. Беклемишеву — сходство, хотя и не унаследованное от общего предка, но возникшее в результате сходной дифференцировки исходных гомологичных структур (результат параллельной эволюции)[10]

## Олигомеризациягомологичных (гомодинамных) органов
Олигомеризация гомологичных (гомодинамных) органов — принцип Догеля — процесс (в ходе эволюции животных) уменьшения количества гомологичных и гомодинамных образований до некоторого определенного числа, связанный с интенсификацией функций системы. Реализуется в эволюции всех основных филогенетических стволов многоклеточных животных, сопровождаясь их прогрессивной морфологической и функциональной дифференцировкой.
Принцип множественной закладки новообразующихся органов Догеля — новые органы возникают (напр., из-за перемены образа жизни — перехода от сидячего образа жизни к подвижному или от водного к наземному) обычно в большом числе, слабо развиты, однородны и часто располагаются без определенного порядка. По мере дифференциации они приобретают определенную локализацию, количественно уменьшаясь до постоянного числа для данной таксономии. Например, сегментация тела в типе кольчатых червей носит множественный и неустановившийся характер. Все сегменты однородны. У членистоногих (произошедших от кольчатых червей) число сегментов в большинстве классов сокращается, становится постоянным, отдельные сегменты тела, объединяемые обычно в группы (голова, грудь, брюшко и т. п.), специализируются на выполнении определенных функций.
Выяснение, сохраняют они множественный характер или уже подверглись олигомеризации те или иные органы, позволяет судить о степени древности их возникновения. По комбинации органов разного возраста иногда можно судить о филогении.
Для эволюции одноклеточных характерна не олигомеризация, а полимеризация, то есть, увеличение, умножение частей клетки (органоидов).

## Гомология в сравнительнойгеномике

### Гомологичные последовательности ДНК
Сравнительный анализ последовательностей нуклеотидов в ДНК и аминокислот в белках потребовал развития традиционного понятия гомологии. При анализе последовательностей принято различать ортологию и паралогию (и, соответственно, ортологи и паралоги).
Гомологичные последовательности называют ортологичными, если к их разделению привел акт видообразования: если ген существует у некоего вида, который дивергирует с образованием двух видов, то копии этого гена у дочерних видов называются ортологами. Гомологичные последовательности называют паралогичными, если к их разделению привело удвоение гена: если в пределах одного организма в результате хромосомной мутации произошло удвоение гена, то его копии называют паралогами. Одна из пары паралогичных последовательностей, возникающих в результате полной дупликации генома, называется онологом.
Ортологи обычно выполняют идентичные или сходные функции. Это не всегда справедливо в отношении паралогов. Ввиду отсутствия давления отбора на одну из копий гена, подвергшегося удвоению, эта копия получает возможность беспрепятственно мутировать далее, что может привести к возникновению новых функций.
Так, например, гены, кодирующие миоглобин и гемоглобин, обычно считаются древними паралогами. Сходным образом, известные гены гемоглобинов (α, β, γ и т. д.) — паралоги друг друга. В то время как каждый из этих генов служит той же самой основной функции транспорта кислорода, их функции уже несколько дивергировали: гемоглобин зародыша (фетальный гемоглобин с субъединичной структурой α2γ2) имеет большее сродство к кислороду, чем гемоглобин взрослого человека (α2β2).
Другой пример: гены инсулина у крыс и мышей. У грызунов имеется пара паралогичных генов, однако вопрос о том, произошла ли дивергенция функций, остается открытым. Паралогичными обычно называют гены, принадлежащие одному и тому же виду, однако это вовсе не необходимо. Например, паралогами можно считать гены гемоглобина человека и миоглобина шимпанзе.
В современной биоинформатике для исследования гомологии белков с известными аминокислотными последовательностями применяется выравнивание белков, суть которого заключается в нахождении с помощью различных алгоритмов наиболее консервативных остатков в этих последовательностях, которые обычно являются ключевыми для выполнения одной или нескольких функций белка, исследовании доменной структуры данного белка с помощью поиска известных структурных мотивов и доменов в исследуемом белке. Также с помощью различных баз данных  можно осуществить поиск гомолога данного белка в различных организмах, построить филогенетическое дерево различных белковых последовательностей и тому подобное.
Необходимо отметить, что иногда употребляемые термины «процент гомологии» и «значительная гомология» являются ошибочными, так как гомология последовательностей является понятием качественным, но не количественным. Гомологичные белки, например, могут сохранять лишь 10 % идентичных аминокислот, а негомологичные — иметь 30 % таковых.

### Гомологичные хромосомы
Гомологичными хромосомами в диплоидной клетке называют парные хромосомы, каждая из которых досталась от одного из родителей. За исключением половых хромосом у представителей гетерогаметного пола, последовательности нуклеотидов в каждой из гомологичных хромосом имеют значительное сходство по всей длине. Это означает, что в типичном случае они содержат одни и те же гены в одинаковой последовательности. Половые хромосомы у гетерогаметного пола также имеют гомологичные участки (хотя они занимают лишь часть хромосомы). С точки зрения анализа последовательностей половые хромосомы следует считать паралогичными.

## Гомологические ряды в наследственной изменчивости
В своей работе «Закон гомологических рядов в наследственной изменчивости» Николай Иванович Вавилов описал явления параллелизма мутаций в близкородственных группах растений. По аналогии с гомологическими рядами органических соединений он предложил назвать это явление Гомологические ряды в наследственной изменчивости. Описание закономерностей наследственных вариаций позволяло предсказывать и целенаправленно искать ещё не выявленные гомологичные мутации у разных видов культурных растений, что привело к интенсификации селекционной работы.
Следует отметить, что, в отличие от химии, здесь речь идет об эмпирическом обобщении, а не о формальной теории, позволяющей выработать рациональную номенклатуру органических молекул, исходящую из определенного закона построения гомологического ряда.